# Josse Delehaye
Josse Joseph Delehaye ook de le Haye (Gent, 28 mei 1800 – Outrijve, 22 september 1888) was lid van het Belgisch Nationaal Congres, volksvertegenwoordiger, burgemeester en advocaat.

## Levensloop
Delehaye was de zoon van juwelier Jean-Baptiste Delehaye en van Marie-Thérèse Couteaux. Hij studeerde rechten in Gent en werd advocaat. Hij trouwde in 1825 met de jonge weduwe Anna Lucia Dael en het was vooral door zijn huwelijk dat deze man uit de middenklasse de gelegenheid kreeg om met enkele invloedrijke Gentenaars in contact te komen. Hij werd meteen burgemeester van Merendree, als opvolger van François Clemmen, de overleden eerste echtgenoot van Anna Dael. Clemmen was de zoon van de bekende katoennijveraar Judocus Clemmen, de eerste die men als 'katoenbaron' betitelde.
In 1828 werd Delehaye officier van de Burgerwacht, maar het is de Belgische Revolutie die hem op het voorplan schoof. Hij werd tot lid van het Nationaal Congres gekozen voor het arrondissement Gent en behoorde in het Congres tot het kleine groepje twintigers. Hij stemde telkens met de meerderheid: voor de onafhankelijkheidsverklaring en de eeuwigdurende uitsluiting van de Nassaus, voor de hertog van Nemours en voor Surlet de Chokier als regent, voor Leopold van Saksen Coburg en voor de aanvaarding van het Verdrag der XVIII Artikelen. Met een twintigtal korte tussenkomsten in openbare zittingen was hij bescheiden maar toch niet onbestaande. Eénmaal kwam hij langer tussen en het was om het te hebben over een orangistische petitie in Gent. De tekst van zijn uiteenzetting werd niet opgenomen in het congresverslag, dat verwees naar de Journal des Flandres waar het in was verschenen. Bij zijn stem voor de hertog van Nemours gaf Delhaye zijn motief aan, namelijk dat België behoefte had aan de vriendschap en bescherming van Frankrijk, wilde men markten vinden voor onze export, wilde men de provincies Limburg en Luxemburg alsook Zeeuws-Vlaanderen behouden en wilde men de Belgische onafhankelijkheid door iedereen geëerbiedigd zien.
Door de Société patriotique werd hij voorgedragen voor het parlement en op 29 augustus 1831 werd hij verkozen tot volksvertegenwoordiger, mandaat dat hij tot november 1832 uitoefende. Hij werd ook nog in 1831 benoemd tot procureur des Konings in Gent, ambt waar hij zich in de volgende jaren volledig op toelegde. Van 1830 tot 1833 was hij ook nog burgemeester van Merendree.
Stilaan keerde hij echter naar politieke activiteiten terug. In 1836 werd hij provincieraadslid. In 1838 barstte een incident los. Delehaye had zich kritisch uitgelaten over de regering de Theux die volgens hem manoeuvreerde tegen het ontluiken van een politieke oppositie. Het gevolg was dat hij werd afgezet uit zijn ambt van procureur. Dit veroorzaakte rellen in Gent en Delehaye werd populair. Hij liet zich voordragen op een katholiek-democratische lijst die gesteund werd door de Journal des Flandres en Den Vaderlander. Minister van Justitie Nothomb vroeg hem op 8 juni zijn kandidatuur in te trekken. Op 11 juni 1839 werd hij opnieuw volksvertegenwoordiger en in 1845 werd hij ook nog gemeenteraadslid van Gent. Zijn kritische houding tegenover de regering, zijn banden met industriële en commerciële Gentse families, en de disputen tussen de bisschop van Gent, Lodewijk-Jozef Delebecque en de progressieve katholieken, deden hem naar het liberale kamp overstappen. In 1846 was hij een van de Gentse vertegenwoordigers op het oprichtingscongres van de Liberale Partij.
In 1849 werd hij tweede ondervoorzitter en in 1850 eerste ondervoorzitter van de Kamer. Hij begon zich echter gaandeweg te distantiëren van zijn liberale vrienden en samen met enkele anderen stapte hij in de oppositie tegen de liberale regeringen. Dankzij de steun van de katholieken kon hij in december 1854 Constant de Kerchove de Denterghem opvolgen als burgemeester van Gent. In het parlement wendde hij zijn invloed aan voor het tot stand komen van de katholieke regering Pierre de Decker (1855-1857) en als gevolg hiervan werd hij op 30 maart 1855 tot Kamervoorzitter verkozen. In Gent werd hij het mikpunt van de liberale aanvallen. Na de triomf van de Liberale partij bij de wetgevende verkiezingen van 1857 verloor hij zijn parlementszetel en ook zijn burgemeesterszetel. In 1870 kwam hij weer in het parlement en dit tot in 1878.
Delehaye was een sterke personaliteit. In zijn ontelbare tussenkomsten in het parlement, de gemeenteraad, de provincieraad ontpopte hij zich, naar de woorden van zijn biograaf Herman Balthazar, tot een intelligente, vrijmoedige en pragmatische politicus.
Een dochter van Josse Delehaye, Pauline Delehaye (1827-1909) trouwde met Louis Mechelynck (1818-1899), voorzitter van het Hof van Beroep in Gent. Hun zoon, Albert Mechelynck (1854-1924) werd advocaat, liberaal volksvertegenwoordiger en Minister van Staat.